# جما کاراگیوزیان
جما گریگوری کاراگیوزیان (ارمنی: Ջեմմա Գրիգորի Կարագյոզյան؛ انگلیسی: Jemma Karagyozyan؛ ۵ اکتبر ۱۹۳۸) یک بازیگر اهل ارمنستان است. وی از سال میلادی تاکنون مشغول فعالیت بوده است.

## زندگی‌نامه
وی در ۵ اکتبر ۱۹۳۸ در ایروان به دنیا آمد و از  انستیتو دولتی هنری و نمایشی ایروان (۱۹۶۰) فارغ‌التحصیل شد. وی در تئاتر نمایشی هراچیا غاپلانیان (۱۹۶۸) فعالیت کرده است. 